# بحث عن محمد التاريخي (كتاب)
بحث عن محمد التاريخي هو كتاب لابن وراق يجمع أجزاء من 15 دراسة تفحص أصول الإسلام والقرآن. يزعم المؤلف ان التاريخ الإسلامي وأصول القرآن من وحي الخيال وكتبت أساسًا كتعديلات هدفت إلى تزوير هوية عربية دينية.

## أهم نقاط الكتاب
- أنه بالرغم من أن عدم موثوقية الكتابات العربية كانت معروفة منذ قرن الا انه بدأ العلماء فقط مؤخرًا بتفحص الآثار الكاملة لذلك ويرجع الفضل في ذلك إلى الأعمال الرئدة للعالم الأمريكي جون وانسبروغ.
- أن فقهاء اللغة والعلماء نظروا بطريقة متشككة المصادر المكتوبة بالعربية وقالوا انها مكتوبة بطريقة دفاعية موجهة ومنحازة غير موثوقة.
- أن معظم الكتابات التي اتمها المسلمون محل شك وكتبت أساسا لتعزيز خدمة المصالح الذاتية وفقا لاجندة دينية. وان استخدام الوسائل التاريخية تدحض معظم الكتابات التقليدية الإسلامية حتى ان نقش وكتابات يونانية جعلت لورنس كونراد يهتدي إلى أن ميلاد محمد كان في عام 552 وليس 570.[1]
- وصلت باتريسيا كرون إلى أن احداث حياة محمد لم تكن في مكة كما بعتقد بل على بعد اميال شمالًا.[2]
- ننبع يهودا نيفو وجودث كورين أصول العربية الكلاسيكية في بلاد الشام بدلا من ما يعرف بالسعودية الآن وانها انتشرت فقط من خلال التوسعات في الجزيرة العربية في عهد واحد من الخلفاء الأوائل.[3]
- أن القبائل العربية التي غزت مساحات كبيرة من الأرض في القرن السابع لو يكونوا مسلمين بل وثنيين.[3]
- أن الإسلام لم يكن سوى تجميع للكتابات الطقسية المسيحية اليهودية المبكرة.[4]
- أن الإسلام لم يكن موجودًا الا بعد قرنين أو ثلاثة من التاريخ الذي حدده كتاب التاريخ الإسلامي. (حوالي سنة 830).[5]
- أن تطور الإسلام لم يحدث في الصحراء البعيدة في شبه الجزيرة العربية لكن من خلال الاختلاط بين العرب الإزاء مع المجتمعات التي سيطروا عليها.[5]
- أن دراسة محمد التاريخي تثير عدة أسئلة مبدئية للمسلمين حول كون الرسول نوذجا اخلاقيا، ومصادر الشريعة الإسلامية، وطبيعة القرآن.